# Melanopula
Genre
Melanopula est un genre d'opilions eupnois de la famille des Sclerosomatidae.

## Distribution
Les espèces de ce genre se rencontrent en Asie du Sud-Est et en Asie du Sud.

## Liste des espèces
Selon World Catalogue of Opiliones (11/05/2021) :
- Melanopula biceps Roewer, 1929
- Melanopula cambodiana Suzuki, 1984
- Melanopula crassipes Suzuki, 1977
- Melanopula crassitarsis Roewer, 1955
- Melanopula shanensis Roewer, 1955

## Publication originale
- Roewer, 1929 : « On a collection of Indian Palpatores (Phalangiidae) with a revision of the continental genera and species of the sub-family Gagrellinae Thorell. » Records of the Indian Museum, vol. 31, no 2, p. 107–159 (texte intégral).